# Ufficialmente ritrovati
Ufficialmente ritrovati è una raccolta di Loredana Bertè, pubblicata dalla Sony Music nel 1995.
Il titolo rimanda all'album Ufficialmente dispersi, di cui riprende cinque brani. L'unico inedito della raccolta è ANGELI & angeli, presentato al Festival di Sanremo di quell'anno.

## Tracce
1. ANGELI & angeli (Loredana Bertè, Philip Leon) (inedito) - 4:05
2. Amici non ne ho (Loredana Bertè, Leon) - 3:38
3. Mi manchi (Loredana Bertè, Mauro Paoluzzi) - 4:36
4. Fotografando (Alberto Salerno-Armando Mango, Mango) - 3:49
5. Da queste parti stanotte (Maurizio Piccoli, Loredana Bertè) - 4:15
6. Il comandante Che (Let's Face It) (Maurizio Piccoli, Loredana Bertè, P.Buchanan) - 6:14
7. Un'automobile di trent'anni (Ivano Fossati) - 4:09
8. Viva la Svezia (Loredana Bertè, Mauro Paoluzzi) - 2:44
9. Così ti scrivo (Maurizio Piccoli) - 4:39
10. Re (Armando Mango, Mango) - 3:54
11. Full Circle (K.Hain, Phil Palmer) - 4:25
12. Ufficialmente dispersi (Maurizio Piccoli, Loredana Bertè) - 5:39